# 斗舞帮
《舞光四射》（英語：Make Your Move，又译《鼓动激情》）美国和韩国联合出品的舞蹈电影，导演杜安·阿德勒，主演宝儿、德瑞克·霍夫、李威尹、卫斯理·乔纳森、伊莎贝拉·米珂、郑允浩。

## 剧情
该片讲述两个不同出身的青年，男子“唐尼”来自美国，女子“阿雅”来自日本，两人对音乐和舞蹈有着浓厚的兴趣，彼此最终通过舞蹈相恋，演绎现代版的《罗密欧与朱丽叶》。

## 演员
- 宝儿 出演 阿雅
- 德瑞克·霍夫 出演 唐尼
- 李威尹 出演 卡斯
- 卫斯理·乔纳森 出演 尼克
- 伊莎贝拉·米珂 出演 塔蒂阿娜
- 郑允浩

## 音樂
- （發行日期未知）

| 曲序 | 曲目 | 演唱                                           |
| ---- | ---- | ---------------------------------------------- |
| 1.   |      | 少女時代                                       |
| 2.   |      | 潔西卡（少女時代）&Krystal（f(x)）&Kris（EXO） |

## 制作
该片是韓國歌手宝儿的电影处女作。